# Núria Santamaria i Roig
Núria Santamaria i Roig   (Barcelona, 1964) és una historiadora de la literatura i crítica teatral catalana.
Es va doctorar en filologia catalana a la Universitat Autònoma de Barcelona, on treballa com a professora. Entre les seves publicacions, destaquen obres com La literatura catalana, en una perspectiva europea, escrita amb Marina Gustà i publicada el 2007. És col·laboradora habitual de la revista L'Avenç, on fa crítica de teatre. Ha sigut directora de la Xarxa Temàtica Orientacions i Tendències en les Arts Escèniques a Catalunya.

## Publicacions destacades
- De fronteres i arts escèniques (2015) ISBN 9788494377907
- La revolució teatral dels setanta (Punctum, 2010) ISBN 9788493737153, amb Francesc Foguet i Boreu
- La literatura catalana en una perspectiva europea (2007), amb Marina Gustà
- La literatura dramàtica (UOC) ISBN 9788490295663, amb Francesc Foguet i Boreu